# Zielenslaap
Zielenslaap, ook wel christelijk mortalisme, is een leer van het christendom dat de doden niet naar de hemel gaan maar in het stof slapen, tot de dag des oordeels en de opstanding van de doden.  Het geloof in zielenslaap wordt gevolgd in enkele restaurationische gemeenschappen, waaronder de zevendedagsadventisten.
De leer van de christelijke mortalisme werd gesteund door een aantal leiders van de protestante Reformatie, echter niet door Johannes Calvijn, die evenwel wel de term "zielenslaap" (Psychopannychia) in 1534 introduceerde. Enkele vertegenwoordigers waren onder meer John Milton, Thomas Hobbes en Isaac Newton.